# Bobbio
För andra betydelser, se Bobbio (olika betydelser).
Bobbio är en  ort och kommun i provinsen Piacenza i regionen  Emilia-Romagna, Italien. Kommunen hade 3 572 invånare (2018) och gränsar till kommunerna Alta Val Tidone, Brallo di Pregola, Coli, Corte Brugnatella, Menconico, Piozzano, Romagnese, Santa Margherita di Staffora och Travo.